# Akua Donkor
Akua Donkor (sinh năm 1952 và qua đời vào ngày 28 tháng 10 năm 2024) là một chính trị gia người Ghana, và cũng là người sáng lập và lãnh đạo Đảng Tự do Ghana (GFP).

## Tuổi thơ
Donkor sinh ngày 29 tháng 2 năm 1952 và đến từ Quận Afigya Kwabre ở Vùng Ashanti của Ghana. Bà là một nông dân trồng ca cao theo nghề. Bà không được biết là đã có bất kỳ giáo dục chính thức.

## Chính trị
Bà Donkor được bầu làm phụ nữ lắp ráp cho Herman, một bước để đạt được tham vọng trở thành tổng thống của Ghana. Tham vọng trở thành tổng thống của bà được thể hiện rõ trong các cuộc thăm dò năm 2012, nơi bà nộp đơn tham gia cuộc thi với tư cách là một ứng cử viên độc lập. Tuy nhiên, bà đã bị cấm bởi ủy ban bầu cử. Bà Donkor, mặt khác không đồng ý với quyết định. Theo quan điểm của bà, bà nên được gọi là Sự xuất sắc của bà mặc dù bà đã bị loại. Đảng của bà, Đảng Tự do Ghana có trụ sở chính đặt tại Kabu ở khu vực phía Đông Ghana. Tuy nhiên, điều này đã bị hỏa hoạn  vào ngày 22 tháng 1 năm 2016. Điều này không ngăn cản tham vọng trở thành tổng thống của bà. Theo quan điểm của bà, sự khởi đầu của một đảng chính trị là bước đệm để trở thành tổng thống. Hiện tại bà Donkor đang trong quá trình mở văn phòng khu vực cho bữa tiệc của mình ở tất cả mười khu vực của Ghana.

## Lời hứa chiến dịch
Khi được bầu làm Chủ tịch, Bà Donkor hứa sẽ thực hiện giáo dục miễn phí từ cấp tiểu học đến trung học. Bà cũng tìm cách tăng nhập khẩu thuế để cho phép mọi người nhập khẩu nhiều hơn, ngoài ra bà sẽ thiết lập một khu vực miễn phí tại cảng Tema để thu hút nhiều doanh nghiệp hơn. Tất cả điều này có thể đạt được thông qua việc sử dụng các nguồn tài nguyên của Ghana như Vàng, ca cao, bơ hạt mỡ và muối. Việc mua thành phẩm của dầu là vô lý, đặc biệt khi Ghana là một quốc gia sản xuất dầu và xuất khẩu dầu ở dạng chưa hoàn thành. Gaddafi là biểu tượng chính trị của bà là quan điểm của Ghana có thể cọ xát với Libya trong sản xuất và bán dầu.

## Kháng cáo
Bà Donkor kêu gọi người Ghana bầu một phụ nữ làm tổng thống kể từ khi một phụ nữ có khả năng làm thay đổi quá trình phát triển của đất nước này.

## Bị loại
Vào ngày 10 tháng 10 năm 2016, Ủy ban bầu cử Ghana tuyên bố đã loại bỏ Akua Donkor cùng với 12 ứng cử viên tổng thống khác không tham gia tranh cử trong cuộc bầu cử ngày 7 tháng 12 năm 2016. bà thừa nhận rằng hình thức đề cử của mình là vận chuyển hàng hóa có lỗi như được EC chỉ ra. Bà kêu gọi các thành viên và giám đốc điều hành của đảng không mất hy vọng khi đảng này quay trở lại vào năm 2020 để tranh cử trong cuộc đua tổng thống.